# Посёлок кирпичного завода (городской округ Клин)
Кирпи́чного заво́да — посёлок сельского типа в Клинском районе Московской области, в составе городского поселения Клин. Население — 10 чел. (2010).

## География
Посёлок расположен в центральной части района, в 1 км к юго-востоку от города Клин, у внешней стороны автодороги А108 (Московское большое кольцо), высота центра над уровнем моря 173 м. Ближайшие населённые пункты — Борозда и Белозерки к востоку, за шоссе, Сохино — на западе.

## История
До 2006 года посёлок входил в состав Давыдковского сельского округа.

## Население
| 2002 | 2006 | 2010 |
| ---- | ---- | ---- |
| 13   | ↗14  | ↘10  |